# 桑比爾
桑比尔（羅馬化：Sambir），或按俄语译为桑博尔，是乌克兰西部利沃夫州桑比尔区桑比尔市镇内的城市，为该区及该市镇的行政中心（该市在2020年7月18日前为该州的州辖市，并不在该区的管辖范围内）。該市位於德涅斯特河左岸，距離州府利沃夫78公里，始建于1241年，面積24平方公里，海拔高度306米，2022年人口数量为35,054人。

## 友好城市
- 乌克兰 斯洛維揚斯克
- 波蘭 布若祖夫
- 波蘭 奥得河畔科斯琴
- 波蘭 奥斯威辛
- 德国 莱茵河畔布赖萨赫
- 德国 凯尔彭
- 德国 屈斯特里讷福尔兰
- 波蘭 下烏斯奇基
- 斯洛伐克 斯尼納
- 乌克兰 博霍杜希夫

## 当地名人
- 瓦列里·博尔佐夫：乌克兰前短跑运动员、体育政治人物。
- 斯特凡·卡茨馬爾茲：波兰数学家。
- 列斯·庫爾巴斯：苏联时期的戏剧与电影导演。

## 图集

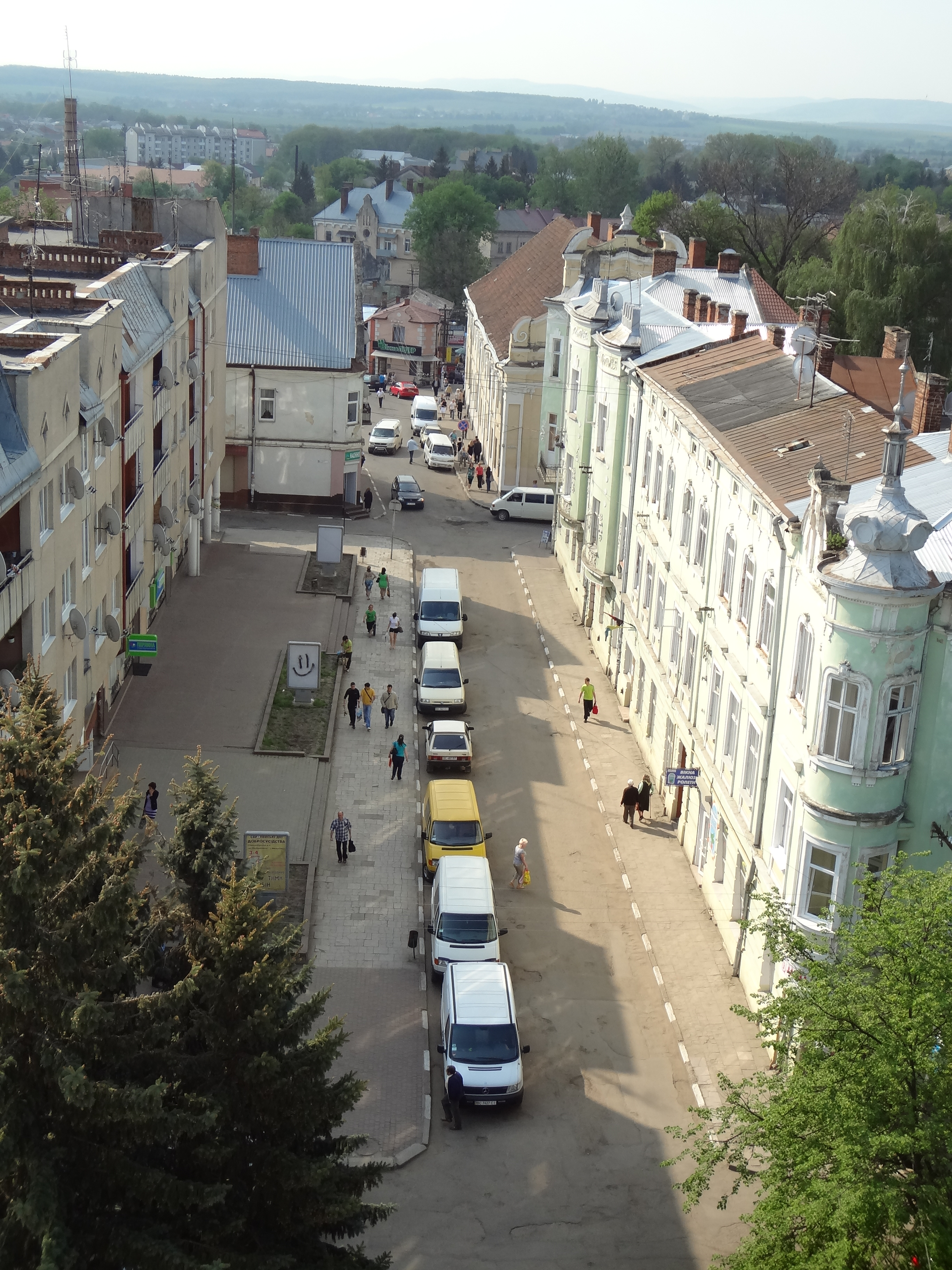
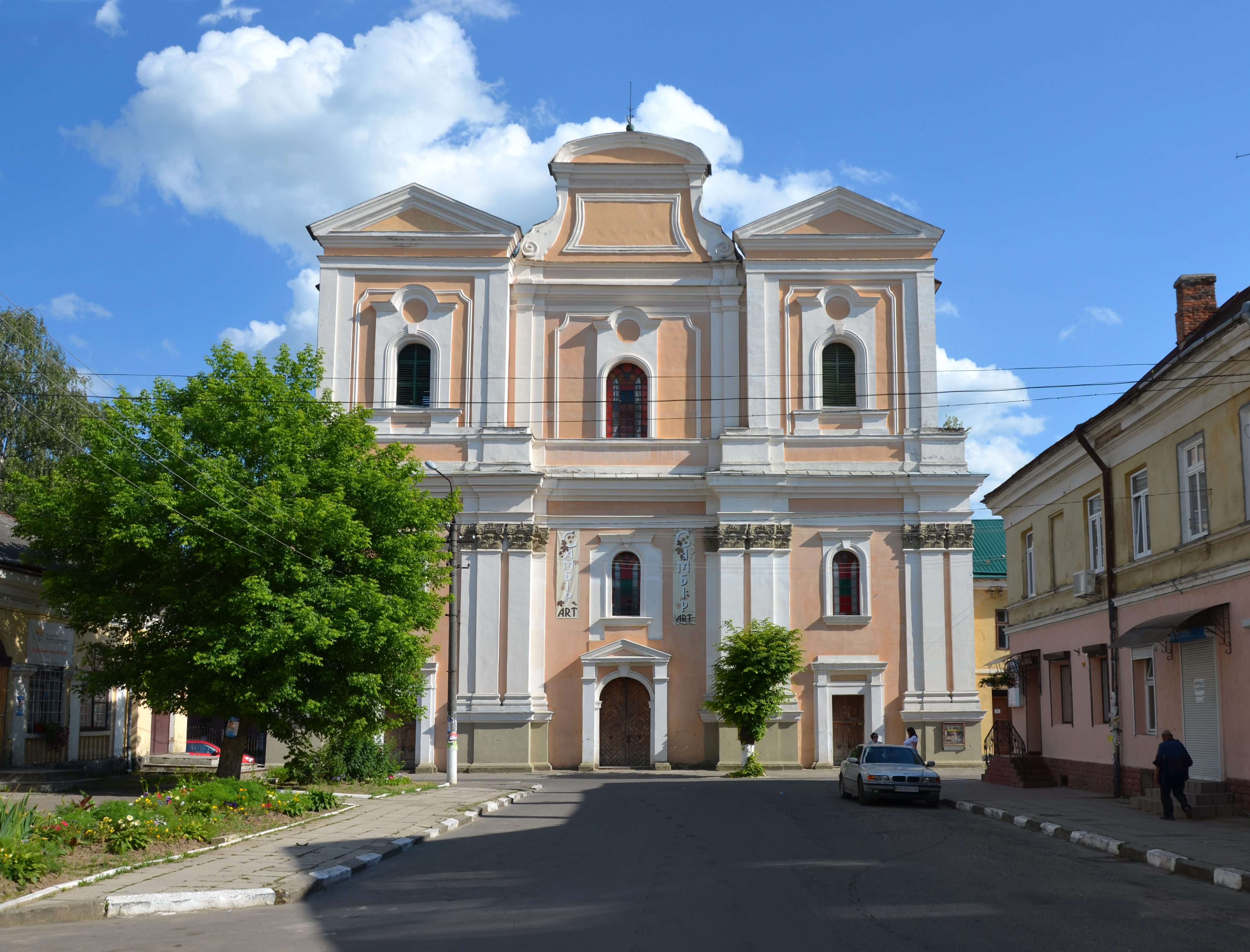
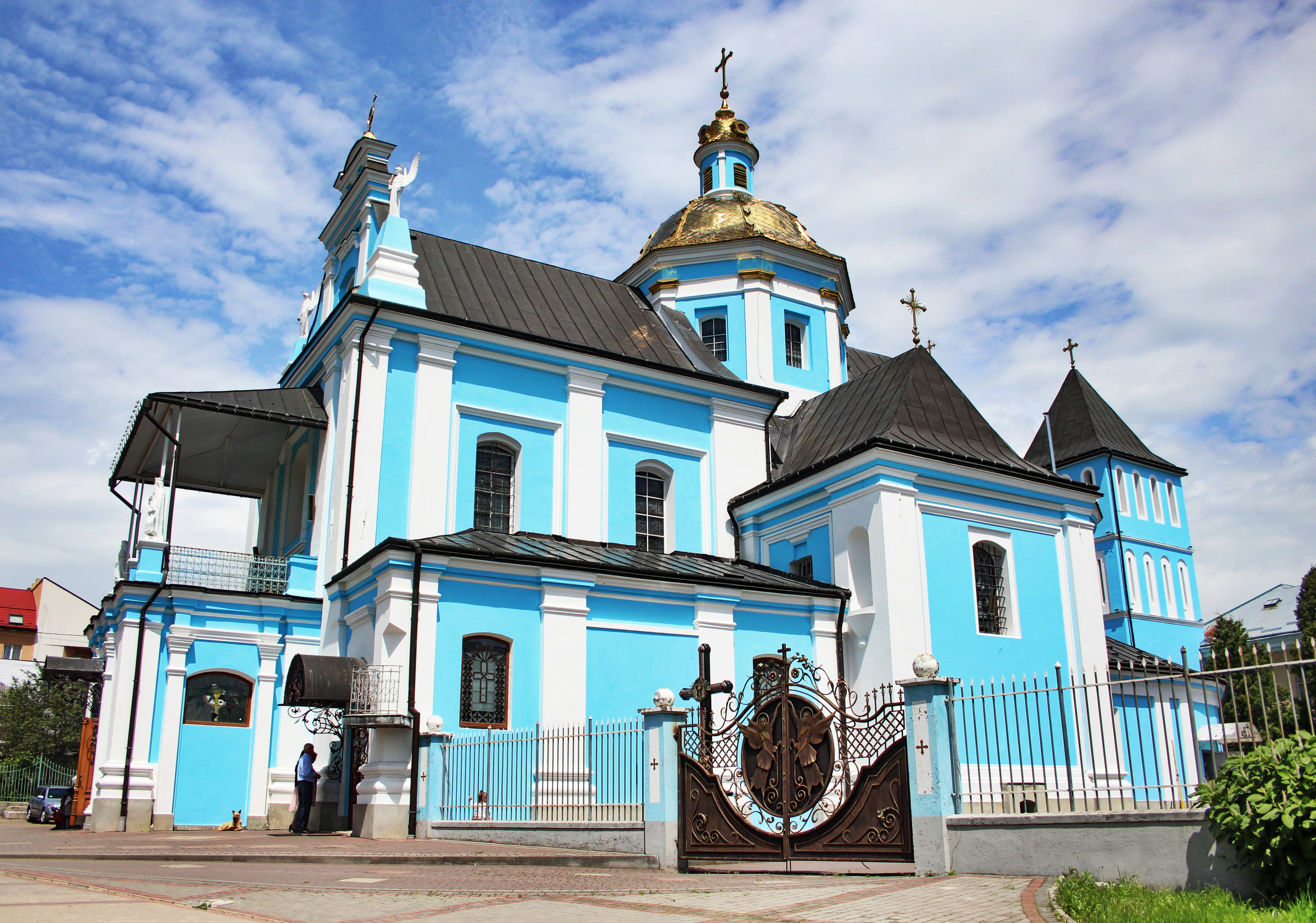
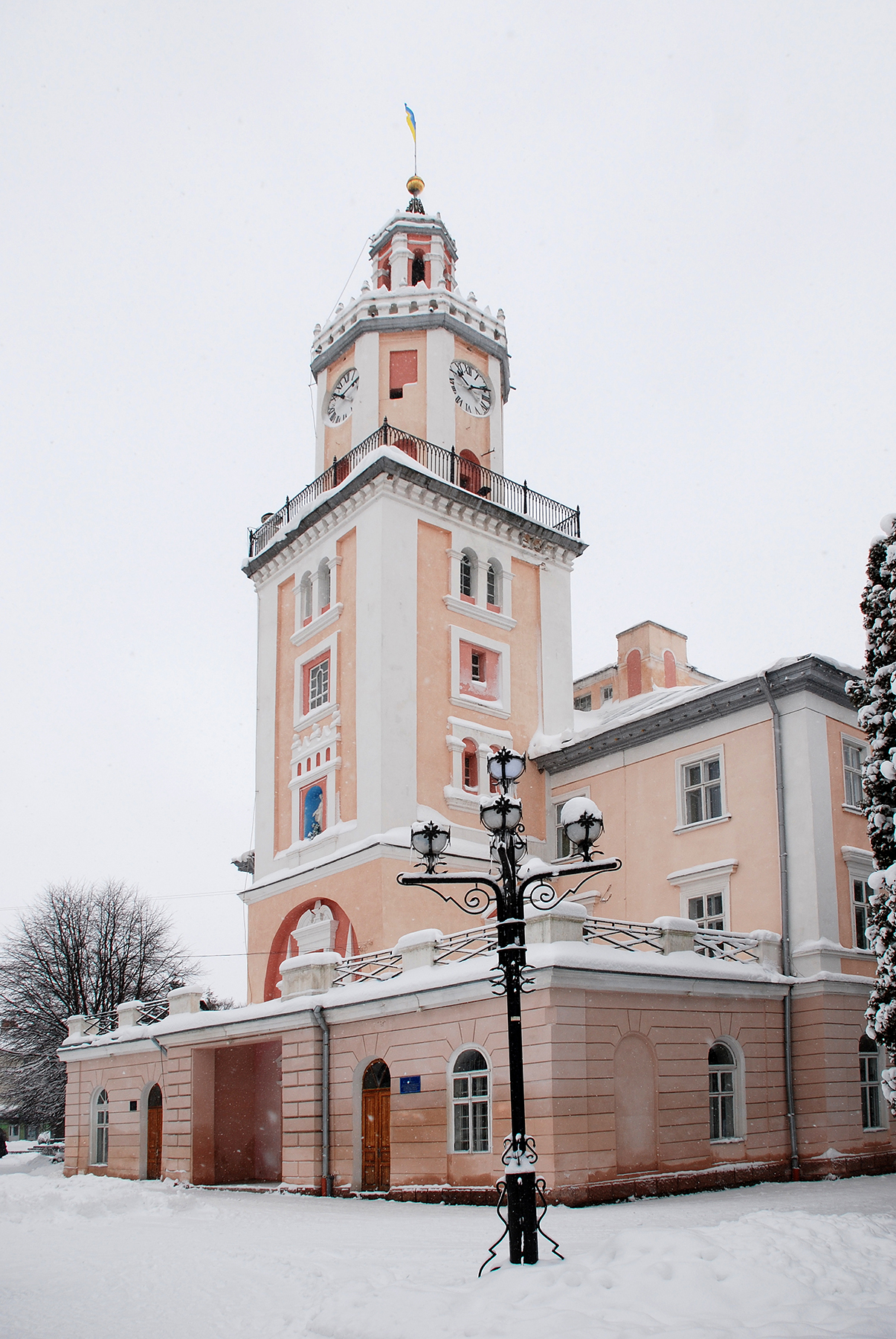
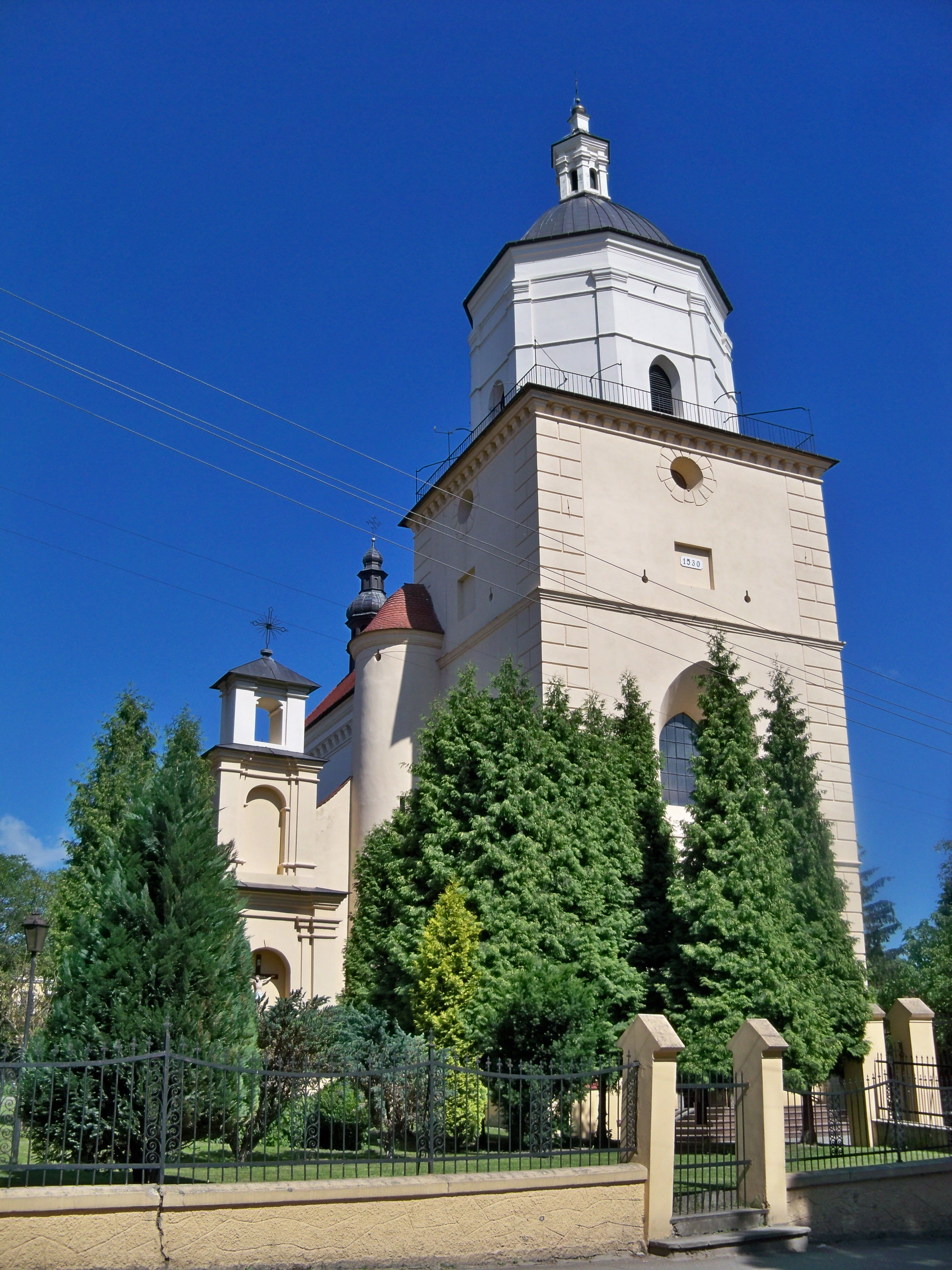
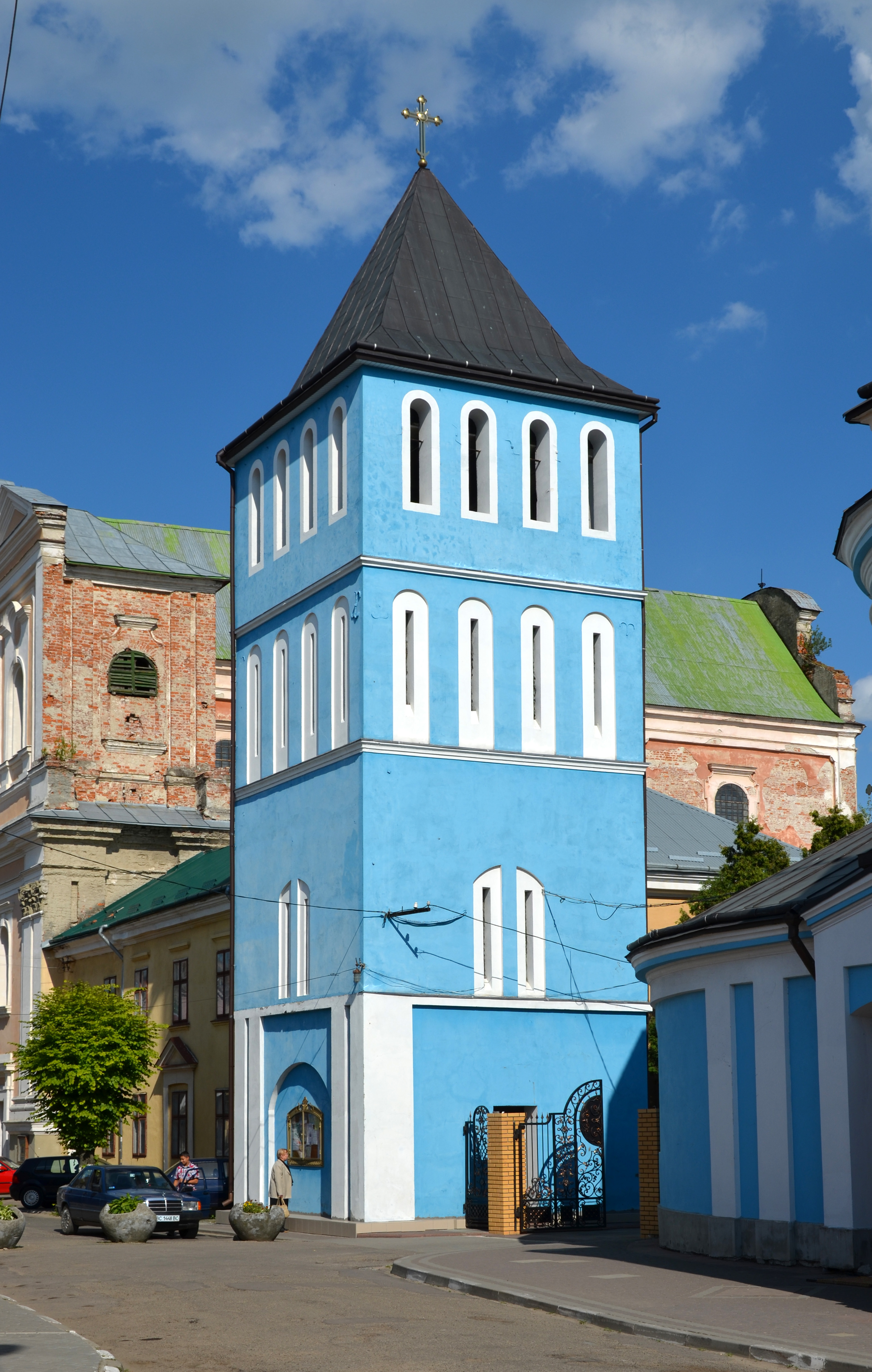
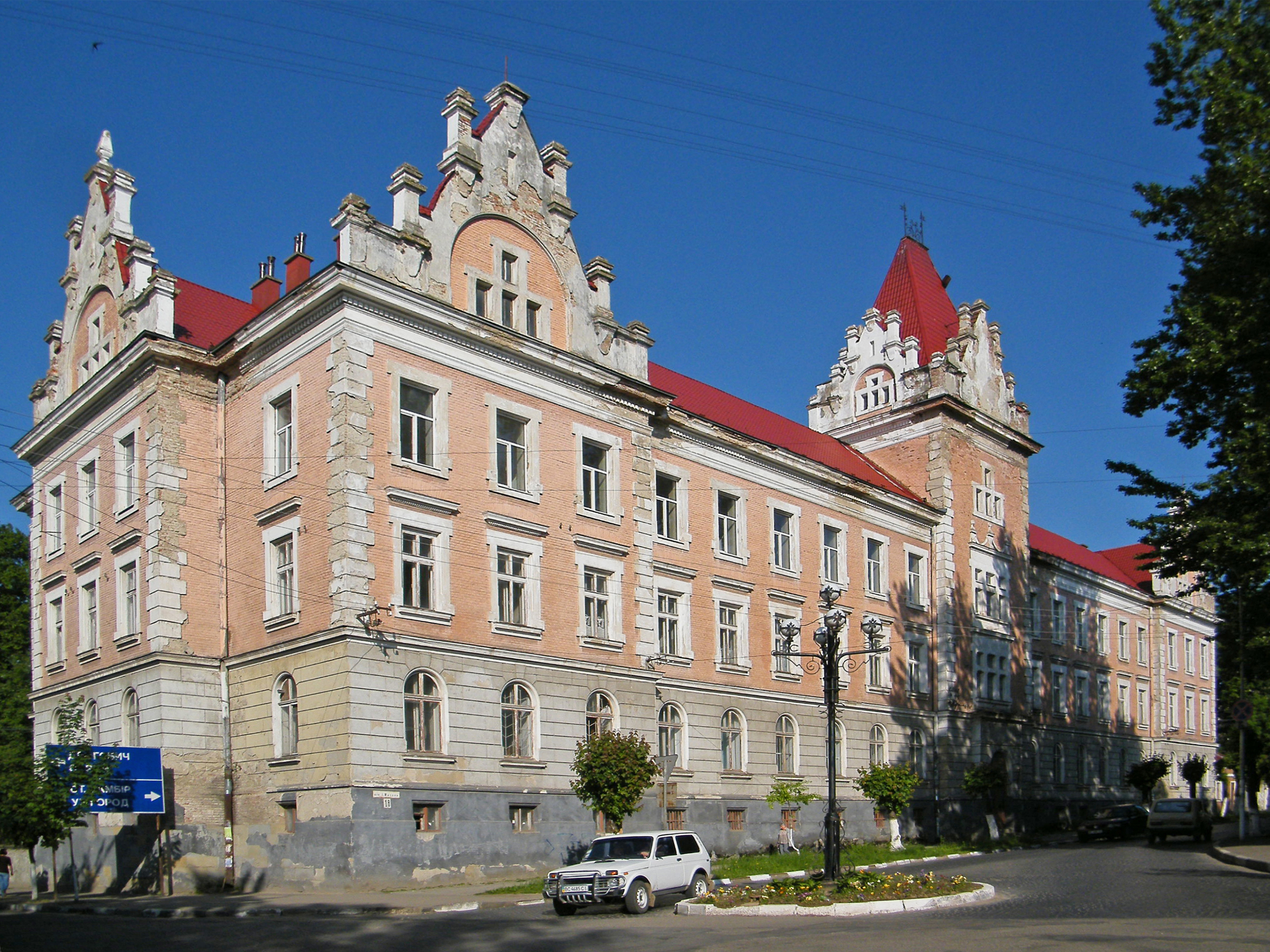
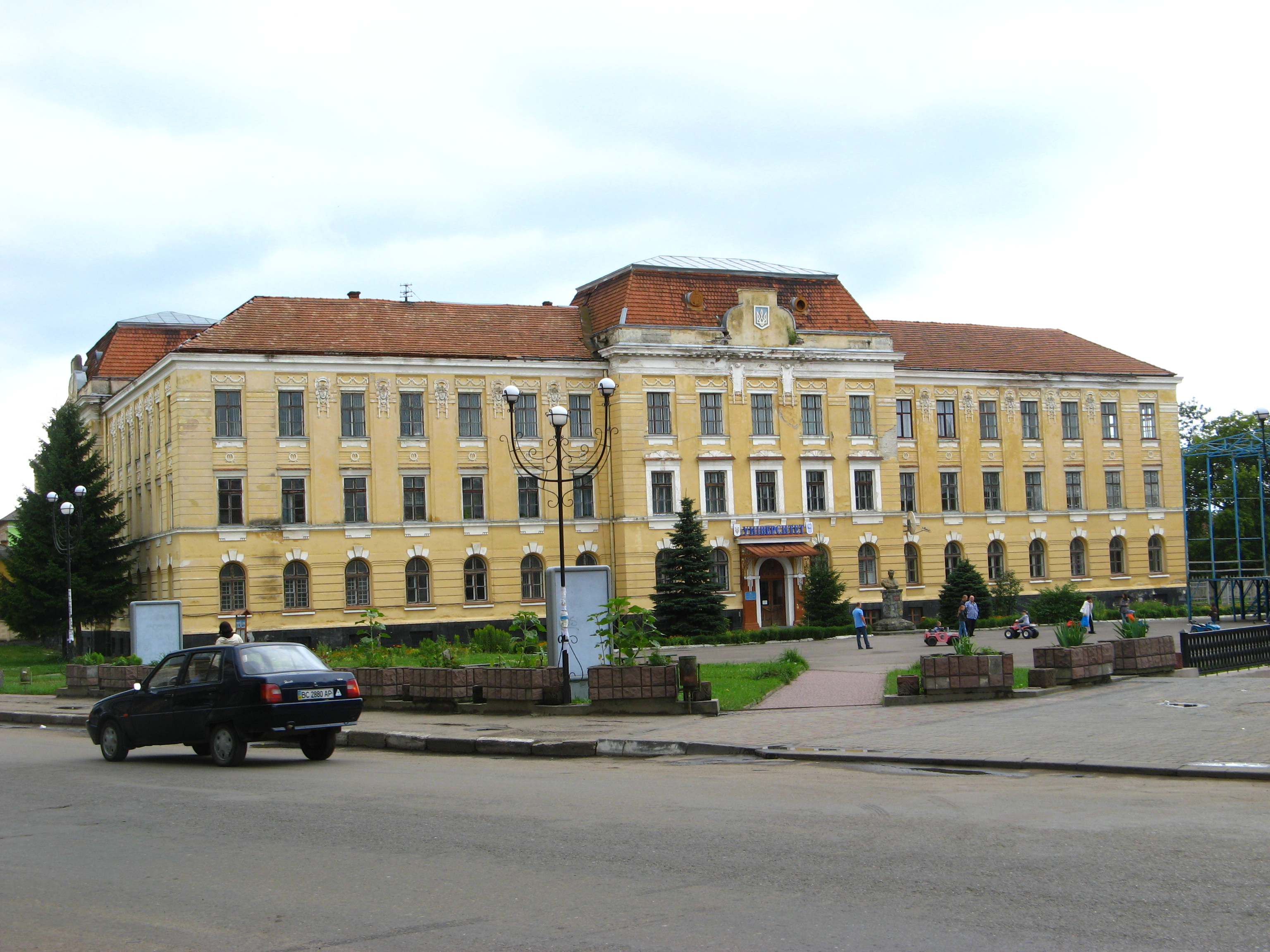
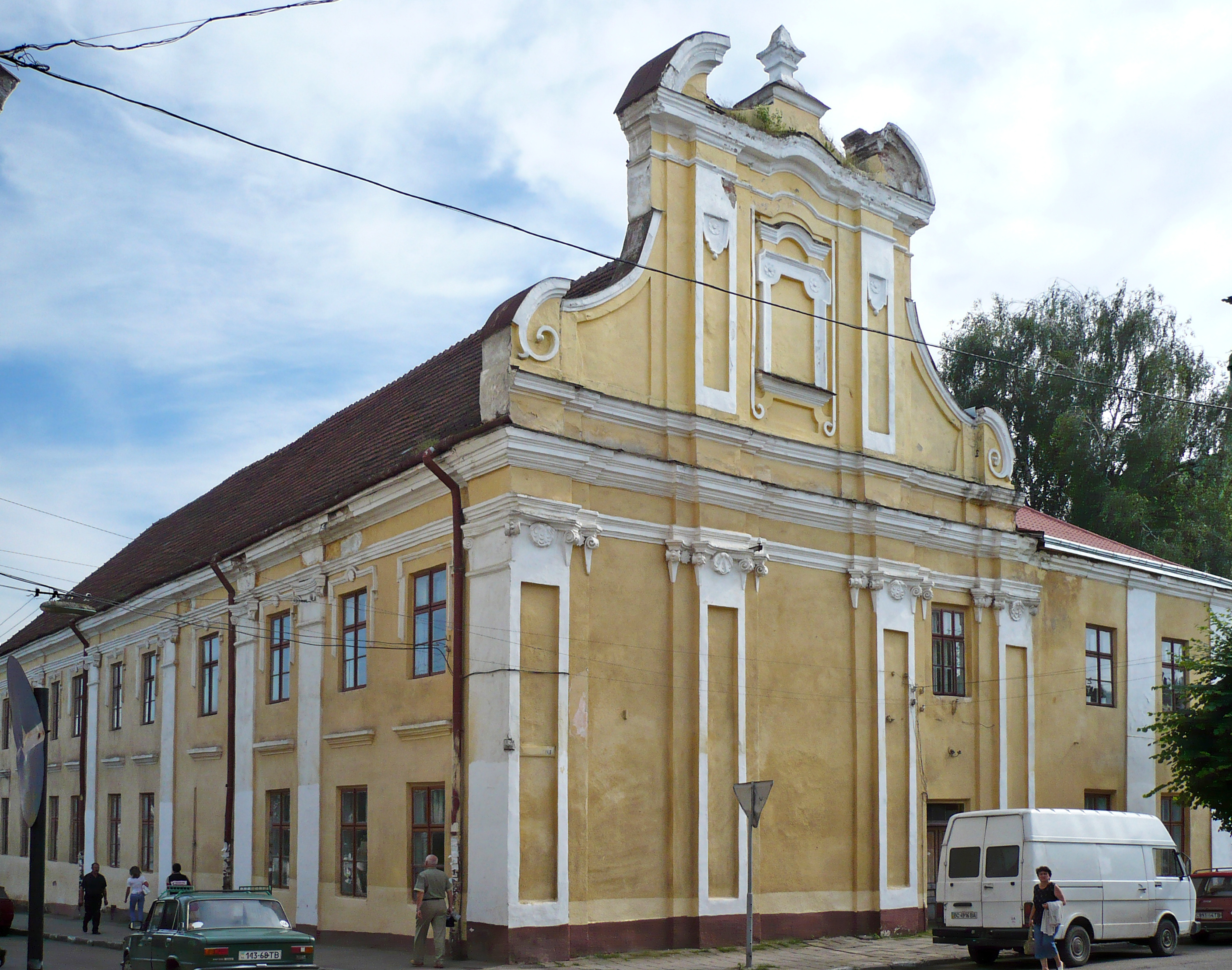
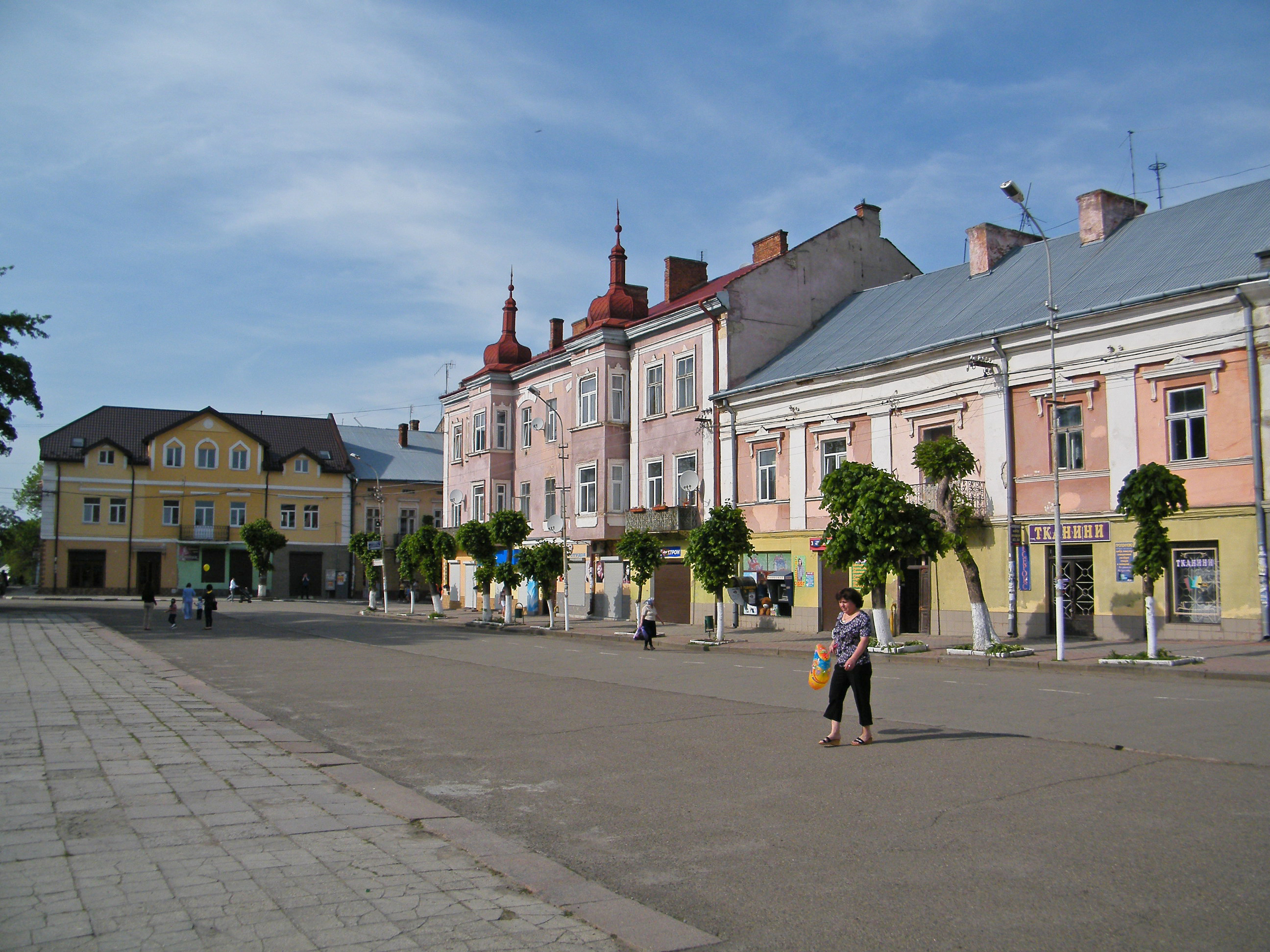
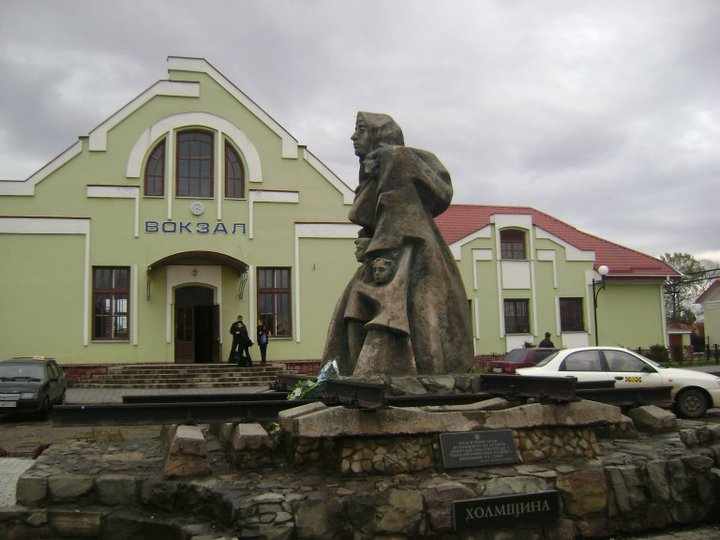
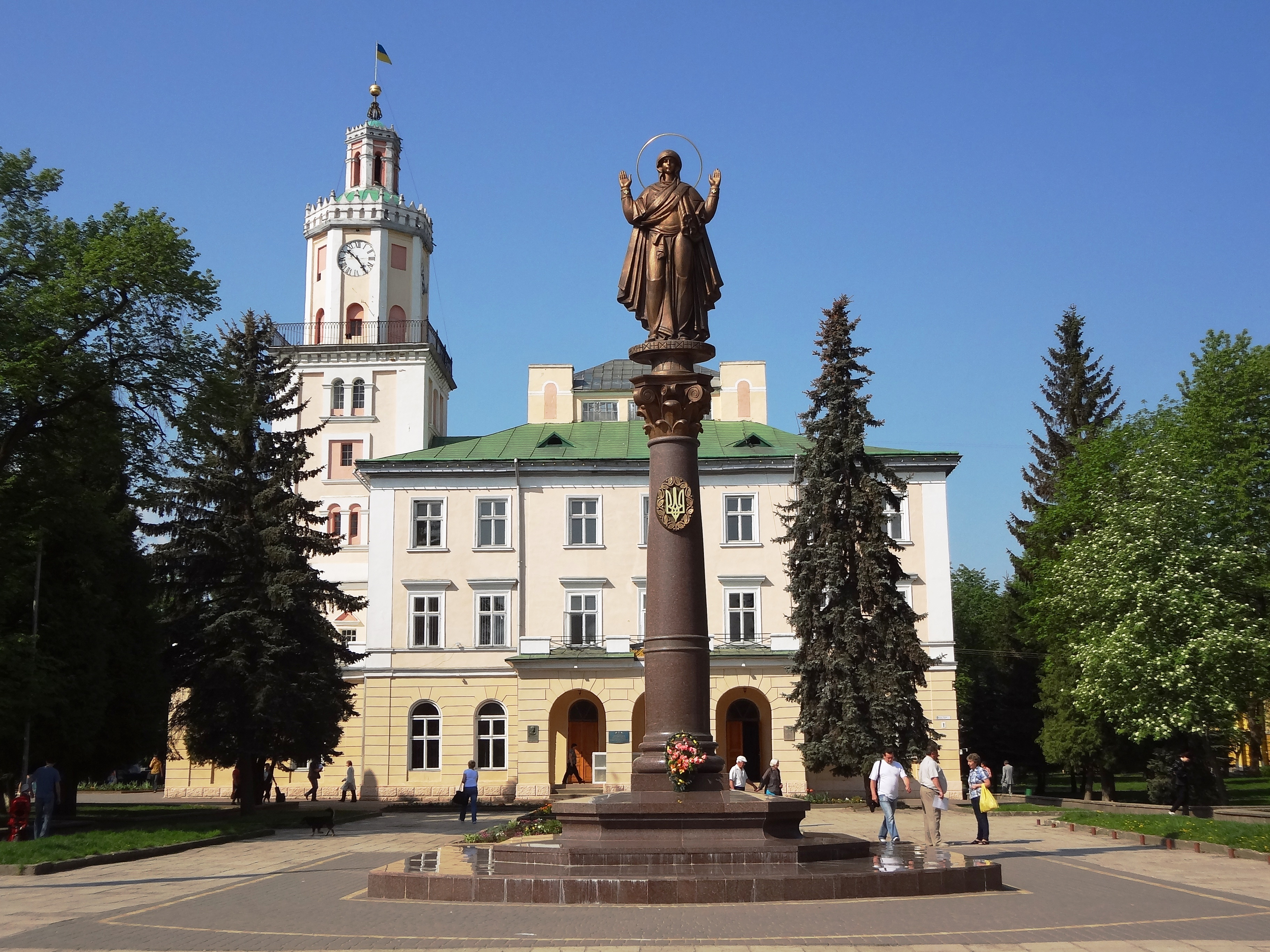

## 備注
1. ↑  俄语：，羅馬化：Sambor